# Ambassade du Kenya en France
L'ambassade du Kenya en France est la représentation diplomatique de la république du Kenya en République française. Elle est située à Paris et son ambassadrice est, depuis 2024, Betty Chebet Cherwon.

## Ambassade
L'ambassade est située rue Freycinet dans le 16e arrondissement de Paris.

## Ambassadeurs du Kenya en France
| Date de nomination | Date de nomination | Date de remise des lettres de créance | Date de remise des lettres de créance | Ambassadeur                           |
| ------------------ | ------------------ | ------------------------------------- | ------------------------------------- | ------------------------------------- |
| ?                  |                    | 17 novembre 1992                      | [ JORF 1 ]                            | Dan J.N. Karobia                      |
| ?                  |                    | 21 mars 1996                          | [ JORF 2 ]                            | Steven Arphaxard K.A. Loyatum         |
| ?                  |                    | 12 septembre 2000                     | [ JORF 3 ]                            | Boaz Kidiga Mbaya                     |
| ?                  |                    | 10 février 2004                       | [ JORF 4 ]                            | Raychelle Omamo                       |
| ?                  |                    | 2 juillet 2009                        | [ JORF 5 ]                            | Elkanah Odembo                        |
| ?                  |                    | 3 décembre 2010                       | [ JORF 6 ]                            | Salma Ahmed                           |
| 2018               | [ 2 ]              | 4 mars 2019                           | [ JORF 7 ]                            | Judi Wangalwa Wakhungu                |
| 2023               |                    |                                       |                                       | Mildred Ming'ala (chargée d'affaires) |
| octobre 2023       |                    | 17 septembre 2024                     | [ JORF 8 ]                            | Betty Chebet Cherwon                  |